# Roland Peter Litzenburger
Roland Peter Litzenburger (* 31. Oktober 1917 in Ludwigshafen am Rhein; † 24. Dezember 1987 in Markdorf-Leimbach am Bodensee) war ein deutscher Grafiker, Maler und Bildhauer.

## Leben
Litzenburger zog sich als Säugling im Ersten Weltkrieg (dem „Kellerkrieg“) eine chronische Erkrankung zu, so dass er 1935 seine Gymnasialausbildung abbrechen musste. 1936 begann er in Mannheim mit dem Modellieren und Naturzeichnen. Von 1937 bis 1938 besuchte er wegen der gesunden Bergluft die Staatl. Fachhochschule für Holzbildhauer in Oberammergau. Im Jahre 1939 legte er sein Kriegsabitur im Kloster Ettal ab. Ein zugesagtes Stipendium für ein Kunststudium wurde ihm aus politischen Gründen verweigert. 1939 zog man ihn zunächst zu Schießübungen als Infanterist ein, später nahm er ein Architekturstudium in Darmstadt auf. Zeitweilig war er Praktikant für Denkmalpflege im Elsass und später für Landhausbau in Tirol. Während des Zweiten Weltkrieges wurde der Künstler als Gebirgsjäger eingezogen. Nach Verletzung und Lazarettaufenthalt wurde Litzenburger im Volkssturm eingesetzt.
1946 ließ er sich für zwei Jahre als Maler und Bildhauer in Oberammergau nieder. Von 1948 bis 1950 studierte er Kunsterziehung in Stuttgart, wo er sein Staatsexamen ablegte. Weiterhin studierte er in Freiburg Kunstgeschichte und Germanistik. 1952 beendete Litzenburger das Lehramt an einer Gewerbeschule. Seitdem war er an verschiedenen Orten als freischaffender Künstler tätig. Ab 1964 ließ er sich in Markdorf-Leimbach am Bodensee nieder.
Litzenburger entwarf zahlreiche christliche Aquarellmotive (z. B. mehrere Zyklen zu Christus als Narr; der Sonnengesang des Franz von Assisi) und verarbeitete in den 1970er Jahren in solchen Motiven auch Umweltprobleme wie das Fischsterben am Bodensee (leidender Christus: „Mich dürstet nach reinem Wasser“).
2011 erhielt Roland Peter Litzenburger posthum den Kunstpreis der Ike-und-Berthold-Roland-Stiftung für seine Christusdarstellungen.

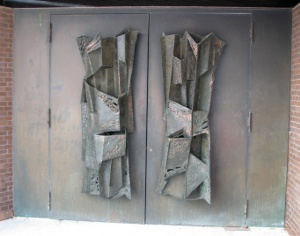
Portal der Zwölf-Apostel-Kirche (Mannheim)

## Werke (Auswahl)
- Der Blaue Christus (1950)
- Die Dreifaltigkeit (1952)
- Verkündigung (1957)
- Der INRI (1957)
- Das erste Emmausbild als Lithographie (1959)
- Der Graue Christus mit der Unterschrift: »Und Jesus antwortete kein Wort mehr« (1960)
- Der Schwarze Christus (1965)
- Der Tod am Kreuz (1967)
- Contergankreuz (1971)
- Hungerkreuz (1971)
- Der Schutzmantel-Christus (1971)
- Herbergsuche (1972)
- Mitgekreuzigt (1972)
- Mich dürstet nach reinem Wasser (1974)
- Christus der Narr (1978)
- Das Verglühen des geborenen Lebens im 20. Jahrhundert (1980)
- Die Frucht wächst – die Blüte welkt (1984)
- In der Glut des Pan (1972)
- Tanzender David vor der Bundeslade (1984/85)
- Auf Dein Wort hin (1980)

## Ausstellungen
Den Haag, Paris, Pittsburgh, Bad Schönbrunn, Luzern, Berlin, Bonndorf, Frankfurt, Freiburg, Friedrichshafen, Heidelberg, Ludwigshafen, Mainz, München-Freising, Reutlingen, Pforzheim, Rosenheim, Saulgau, Sigmaringen, Stuttgart, Trier